# Asuni
Asuni est une commune italienne de la province d'Oristano, dans la région Sardaigne.

## Géographie
Asuni est située à une altitude de 233 mètres, sur le plateau de la Marmilla. La région est riche en forêts et en grottes. 
Le village est situé à 75 km au nord de Cagliari et à 32 km à l'est d'Oristano. La capitale, Rome, est à environ 380 km au Nord. Asuni est limitrophe avec Laconi (NU), Ruinas, Samugheo, Senis et Villa Sant'Antonio. Un pont, construit à la fin des années 1960, traverse le Rio Mannu et relie Asuni et Samugheo.
Le village appartient au fuseau horaire CET (UTC+1), et, en été (DST), CEST (UTC+2). Depuis le 8 octobre 2009, il y a une station météorologique automatisée, dont les mesures peuvent être consultées en ligne.

## Histoire
Asuni a fait partie de l'ancien royaume de Sardaigne.

## Culture
La langue officielle est l'italien, mais on y parle aussi le sarde.

## Fêtes, foires
La fête de Saint Daniel, Sainte Vitalie et Saint François a lieu du 15 au 18 octobre. On fête également la Saint Antoine.

## Administration
| Période                                  | Période  | Identité     | Étiquette    | Qualité |
| ---------------------------------------- | -------- | ------------ | ------------ | ------- |
| 9 mai 2005                               | En cours | Sandro Sarai | Lista Civica |         |
| Les données manquantes sont à compléter. |          |              |              |         |

### Démographie
En 2007, la densité de population était de 18,9 habitants/km2. Le village compte 163 foyers. La baisse démographique, entre 1991 et 2007, est de 1,5 % par an, d'après les chiffres des recensements de l'ISTAT.
| 1861 | 1871 | 1881 | 1901 | 1911 | 1921 | 1931 | 1936 | 1951 |
| ---- | ---- | ---- | ---- | ---- | ---- | ---- | ---- | ---- |
| 603  | 632  | 540  | 629  | 522  | 552  | 601  | 605  | 691  |

| 1961 | 1971 | 1981 | 1991 | 2001 | 2004 | 2005 | 2007 | - |
| ---- | ---- | ---- | ---- | ---- | ---- | ---- | ---- | - |
| 764  | 738  | 608  | 517  | 425  | 416  | 425  | 395  | - |

## Sites et monuments
Une attraction du village est la grotte naturelle de « Su Stampu de Muscione Mannu ».

## Note
1. ↑  (it) Popolazione residente e bilancio demografico sur le site de l'ISTAT.
2. ↑  Ces distances et directions sont celles données par la municipalité
3. 1 2 3  www.monteualla.it
4. ↑  ISTAT, état au 31 mai 2007